# Contea di Clay (Iowa)
La contea di Clay (in inglese Clay County) è una contea dello Stato USA dell'Iowa. Il nome le è stato dato in onore di Henry Clay, famoso statista statunitense. Al censimento del 2000 la popolazione era di 17 372 abitanti. Il suo capoluogo è Spencer.

## Geografia fisica
L'U.S. Census Bureau certifica che l'estensione della contea è di 1483 km², di cui 1473 km² composti da terra e 10 km² composti di acqua.

## Infrastrutture e trasporti

### Strade
- U.S. Highway 18
- U.S. Highway 71
- Iowa Highway 10

## Contee confinanti
- Contea di Dickinson, Iowa - nord
- Contea di Palo Alto, Iowa - est
- Contea di Buena Vista, Iowa - sud
- Contea di O'Brien, Iowa - ovest

## Storia
La Contea di Clay venne costituita nel 1851.

## Città
- Dickens
- Everly
- Fostoria
- Gillett Grove
- Greenville
- Peterson
- Rossie
- Royal
- Spencer
- Webb